# Ренівська сільська рада
Ре́нівська сільська́ ра́да — адміністративно-територіальна одиниця та орган місцевого самоврядування у Зборівському районі Тернопільської області. Адміністративний центр — село Ренів.

## Загальні відомості
Ренівська сільська рада утворена в 1991 році.
- Територія ради: 1,016 км²
- Населення ради: 930 осіб (станом на 2001 рік)
- Територією ради протікає річка Серет

## Населені пункти
Сільській раді підпорядковані населені пункти:
- с. Ренів

## Склад ради
Рада складається з 12 депутатів та голови.
- Голова ради: Нога Андрій Зіновійович
- Секретар ради: Луцик Марія Іванівна

### Керівний склад попередніх скликань
| Прізвище, ім'я, по батькові | Основні відомості                                                               | Дата обрання | Дата звільнення |
| --------------------------- | ------------------------------------------------------------------------------- | ------------ | --------------- |
| Петришин Юрій Іванович      | Сільський голова, 1978 року народження, безпартійний                            | 26.03.2006   | 31.10.2010      |
| Локоть Роман Михайлович     | Сільський голова, 1965 року народження, освіта середня спеціальна, безпартійний | 31.10.2010   | 09.09.2012      |
| Петришин Юрій Іванович      | Сільський голова, 1978 року народження, освіта вища, безпартійний               | 09.09.2012   | 14.05.2015      |
| Нога Андрій Зіновійович     | Сільський голова,1989 року народження,освіта вища,облік і аудит,безпартійний    | 05.11.2015   | 05.11.2020      |

Примітка: таблиця складена за даними сайту Верховної Ради України

### Депутати
За результатами місцевих виборів 2010 року депутатами ради стали:

#### За суб'єктами висування
| Суб'єкт висування                                       | Кількість обраних депутатів | %    |
| ------------------------------------------------------- | --------------------------- | ---- |
| Самовисування                                           | 11                          | 91,7 |
| Політична партія Всеукраїнське об'єднання «Батьківщина» | 1                           | 8,3  |

#### За округами
| № округу                                                | Прізвище, ім'я, по батькові    | Дата визнання обраним | Освіта             | Партійна приналежність                        | Відомості про обраного депутата                   |
| ------------------------------------------------------- | ------------------------------ | --------------------- | ------------------ | --------------------------------------------- | ------------------------------------------------- |
| Політична партія Всеукраїнське об'єднання «Батьківщина» |                                |                       |                    |                                               |                                                   |
| 1                                                       | Бенцал Ірина Петрівна          | 04.11.2010            | вища               | член Всеукраїнського об'єднання «Батьківщина» | Кредитна спілка «Аверс», працівник                |
| Самовисування                                           |                                |                       |                    |                                               |                                                   |
| 2                                                       | Беркита Андрій Васильович      | 04.11.2010            | середня спеціальна | позапартійний                                 | тимчасово не працює                               |
| 3                                                       | Луцик Марія Іванівна           | 04.11.2010            | середня спеціальна | позапартійна                                  | Ренівська сільська рада, секретар                 |
| 4                                                       | Локоть Галина Петрівна         | 04.11.2010            | середня спеціальна | позапартійна                                  | фельдшерсько-акушерський пункт с. Ренів, фельдшер |
| 5                                                       | Заяць Василь Петрович          | 04.11.2010            | середня спеціальна | позапартійний                                 | тимчасово не працює                               |
| 6                                                       | Ревіцький Іван Іванович        | 04.11.2010            | середня спеціальна | позапартійний                                 | тимчасово не працює                               |
| 7                                                       | Романишин Марія Михайлівна     | 04.11.2010            | середня спеціальна | позапартійна                                  | тимчасово не працює                               |
| 8                                                       | Михальчишин Іван Петрович      | 04.11.2010            | середня спеціальна | член Партії «Соціалістична Україна»           | тимчасово не працює                               |
| 9                                                       | Процик Тарас Петрович          | 04.11.2010            | середня            | позапартійний                                 | тимчасово не працює                               |
| 10                                                      | Христинюк Михайло Миколайович  | 04.11.2010            | середня спеціальна | позапартійний                                 | тимчасово не працює                               |
| 11                                                      | Іванчишин Ганна Людвіківна     | 04.11.2010            | середня спеціальна | позапартійна                                  | Сільський клуб с. Ренів, завідувач                |
| 12                                                      | Ярошевська Марія Володимирівна | 04.11.2010            | вища               | позапартійна                                  | загальноосвітня школа І-ІІ ст., директор          |